# Llista de plans de pensions per despeses
Aquesta és una llista de plans de pensions ordenats per les despeses totals.
S'inclouen només els plans de pensions globals, en euros i amb despeses totals igual o inferior al 0,70%. Les dades que es mostren a continuació són les publicades en la documentació de cada un dels plans. La llista està actualitzada el 18 de febrer de 2024.
| Rang | Codi  | Pla                                 | Gestora                      | Despeses totals | Referència |
| ---- | ----- | ----------------------------------- | ---------------------------- | --------------- | ---------- |
| 1    | N5396 | Myinvestor Indexado Global PP       | Merchbanc                    | 0,490%          |            |
| 2    | N5138 | Indexa Más Rentabilidad Acciones PP | Caser                        | 0,498%          |            |
| 3    | N5353 | GDP World Equity PP                 | Previsión Sanitaria Nacional | 0,530%          |            |
| 4    | N5144 | Finizens Atrevido (#5) PP           | Caser                        | 0,550%          |            |
| 5    | N5143 | Finizens Decidido (#4) PP           | Caser                        | 0,550%          |            |
| 6    | N5142 | Finizens Equilibrado (#3) PP        | Caser                        | 0,550%          |            |
| 7    | N5141 | Finizens Cauto (#2) PP              | Caser                        | 0,550%          |            |
| 8    | N5140 | Finizens Conservador (#1) PP        | Caser                        | 0,550%          |            |
| 9    | N5137 | Indexa Más Rentabilidad Bonos PP    | Caser                        | 0,607%          |            |